# Stadion im. Yaşara Məmmədzadə w Mingeczaurze
Stadion im. Yaşara Məmmədzadə (Stadion Miejski) – wielofunkcyjny stadion w Mingeczaurze, w Azerbejdżanie. Został otwarty w 1953 roku. Może pomieścić 5000 widzów. Swoje spotkania rozgrywają na nim piłkarze klubu Energetik Mingeczaur.